# 石井裕也 (映画監督)
石井 裕也（いしい ゆうや、1983年6月21日 - ）は、日本の映画監督。
山梨県生まれ、埼玉県浦和市出身。私立川越東高等学校、大阪芸術大学芸術学部映像学科卒業、日本大学大学院芸術学研究科映像芸術専攻修士課程修了。ブレス・チャベス事業部・チャベス事業部所属・業務提携。先妻は女優の満島ひかり。現妻は女優の相楽樹。

## 来歴・人物
二人兄弟の次男として生まれる。7歳のときに母を病気で亡くし、父親に育てられる。映画監督になろうと決めたのは高校生のときで、幼い頃から生と死に対する意識を強く感じており、自分にとって生きている事への実感に行きついたのが映画を撮る事だった。大阪芸術大学進学後は映画制作のためにひたすらバイトで制作資金を稼ぎ、映画を作り続けた。
2005年『剥き出しにっぽん』を大阪芸術大学の卒業制作として監督、第24回そつせい祭グランプリを受賞し、その後の2006年に第9回京都国際学生映画祭で入選。2007年には第29回ぴあフィルムフェスティバルにおいてもグランプリを受賞する。
2008年に行われた第37回ロッテルダム国際映画祭では『剥き出しにっぽん』を始め、京都国際学生映画祭やTAMAシネマフォーラム、ゆうばり国際ファンタスティック映画祭にノミネートされた低予算映画『反逆次郎の恋』、大阪市より助成金が給付され制作された2007年の映画『ガール・スパークス』、そして『ばけもの模様』の計4作品が選出され、特集上映された。国際舞台のみならず日本でもほとんど名を知られていない新人監督の自主制作映画が特集上映されるという異例の待遇を受け、開催期間中はその前評判から各上映のチケットが完売となり約4000人を動員した。
その後、続けて第32回香港国際映画祭においても長編4作品が特集上映され、さらにアジア・フィルム・アワードでは第1回「エドワード・ヤン記念」アジア新人監督大賞を受賞した。
2009年、第19回PFFスカラシップ作品として長編映画『川の底からこんにちは』を完成させると、第60回ベルリン国際映画祭正式出品され、モントリオールファンタジア映画祭では作品賞を受賞。さらに商業映画デビュー作にして第53回ブルーリボン賞監督賞を史上最年少（28歳）で受賞した。
2013年9月、松田龍平主演の映画『舟を編む』（同年4月公開）が史上最年少（30歳）で第86回アカデミー賞外国語映画部門日本代表作品に選出された。同作では、第37回日本アカデミー賞最優秀作品賞や最優秀監督賞、芸術選奨新人賞（映画部門）など国内の映画賞も多数受賞。
自主制作時代から、家族の話を取り入れた作品を多く作ってきたが、2014年、『ぼくたちの家族』で余命宣告された母を救おうとする家族の姿を描き、20代最後に改めて家族に全力で向き合う作品を作る。この作品は原作がありながらも石井にとって自分自身の話でもあったが、普遍的な要素が重なり、多くの人が自分と重ねる作品となった。この年続けてカナダに実在した日系人野球チームを描いた大作映画『バンクーバーの朝日』を制作。『ぼくたちの家族』で主演を務めた妻夫木聡が続けて主演を務めた。
2017年、最果タヒの詩集から石井が物語を作り出し映画化した『映画 夜空はいつでも最高密度の青色だ』が、第91回キネマ旬報ベスト・テン 日本映画ベスト・テン第1位（作品賞）を獲得した。石井自身もアジア・フィルム・アワードで監督賞を受賞するなど様々な賞を受賞。9月には舞台『宇宙船ドリーム号』で舞台演出に初挑戦した。
2020年、アジアの映画監督が集結した香港国際映画祭と中国のヘブン・ピクチャーズの共同出資のプロジェクト「B2B（Back to Basics）A Love Supreme」の一本として映画『生きちゃった』を発表。さらに、初めて日本を離れ韓国の映画スタッフとチームを組み映画『アジアの天使』（日本・韓国共に2021年公開）を制作。これまで多くの作品で石井とタッグを組み続けてきた池松壮亮が主演を務め、韓国人女優のチェ・ヒソをヒロインに迎えた。
2021年5月、コロナ禍で懸命に生きる母子の姿を描いた『茜色に焼かれる』が公開。若くして亡くなった石井の母親をモチーフにした主人公に尾野真千子を起用し、2020年6月の脚本執筆から同年9月の撮了まで4ヶ月という異例の早さで製作した。本作は第95回キネマ旬報ベスト・テンで日本映画ベスト・テン第2位となり、主演の尾野、片山友希、和田庵が多くの演技賞を獲得した。
私生活では『川の底からこんにちは』の主演を務めた女優の満島ひかりと約1年の交際期間を経て2010年10月25日に婚姻届を提出し結婚するが、2016年1月に離婚。2018年春には、女優の相楽樹と再婚。同年に相楽との間に第1子が誕生。

## 作品

### 短編映画
- ラヴ・ジャパン（第1回CO2映画祭、審査員奨励賞受賞）
- 蝉が泣く（第9回調布映画祭、横濱国際芸術祭2005入選）
- 八年目の女二人（東京ネットムービーフェスティバル、優秀作品賞受賞）
- 東京の空の雲はナタデココ（第10回調布映画祭、審査員賞受賞）
- 吠える
- グレートブリテン（2008年）
- 夢！イケメン大変身！
- 198X年の歌
- 幸子の不細工な天使たち
- ウチの女房がコレなんで（2011年）
- 娘の彼氏がコレなんで（2011年）
- メモリーズ・オブ・「バンクーバーの朝日」
- ウタモノガタリ-CINEMA FIGHTERS project-「ファンキー」（2018年）

### 長編映画
- 剥き出しにっぽん（2005年）
- 反逆次郎の恋（2006年）
- ガール・スパークス（2007年）
- ばけもの模様（2007年）
- 君と歩こう（2009年）
- 川の底からこんにちは（2009年）※第19回PFFスカラシップ作品　※商業映画デビュー作
- あぜ道のダンディ（2011年6月18日公開）
- ハラがコレなんで（2011年11月5日公開）
- 舟を編む（2013年4月13日公開）
- ぼくたちの家族（2014年5月24日公開）
- バンクーバーの朝日（2014年12月20日公開）
- 夜空はいつでも最高密度の青色だ（2017年5月13日公開）
- 町田くんの世界（2019年6月7日公開）[21]
- 生きちゃった 英語題:All the Things We Never Said（2020年10月3日公開）[22]
- 茜色に焼かれる（2021年5月21日公開）
- アジアの天使（2021年7月2日公開）
- 月（2023年10月13日公開）
- 愛にイナズマ（2023年10月27日公開）
- 本心（2024年11月8日公開、原作:平野啓一郎）[23]

### テレビドラマ
- エンドロール〜伝説の父〜（2012年3月18日、WOWOW）※第4回WOWOWシナリオ大賞受賞作の映像化
- 妄想捜査〜桑潟幸一准教授のスタイリッシュな生活（2012年3月4日・18日、第7話・8話）※演出のみ
- おかしの家（2015年10月、TBS）[24]
- 乱反射（2018年9月22日、メ〜テレ）[25]
- シミュレーション 〜昭和16年夏の敗戦〜（2025年8月16日・17日、NHK総合）[26]

### 舞台
- 宇宙船ドリーム号（2017年9月21日 - 10月1日、東京芸術劇場シアターウエスト）

### CM
- マイナビ マイナビ転職（2015年1月 -、） - 石原さとみが出演[27]
- アース製薬『吉田家の縁側』
- 島＆都市デュアル スペシャルムービー『デュアル』- 戸田恵梨香が出演

### 作詞
- GENERATIONS from EXILE TRIBE「回転」（2018年）[28]

## 著作物

### 絵本
- あおいカエル（文、リトル・モア、2016年2月16日） - ISBN 978-4898154335

### エッセイ
- 映画演出･個人的研究課題(2020年) ISBN 978-4023319196

## 受賞歴
『剥き出しにっぽん』
- ぴあフィルムフェスティバル2007年 グランプリ＆音楽賞
- 第24回そつせい祭　グランプリ

『川の底からこんにちは』
- 第53回ブルーリボン賞 監督賞
- 第84回キネマ旬報ベスト・テン 日本映画ベスト・テン第5位
- 第32回ヨコハマ映画祭　新人監督賞
- 第20回日本映画プロフェッショナル大賞 作品賞
- 2010年モントリオール ファンタジア国際映画祭 作品賞
- おおさかシネマフェスティバル2011　新人監督賞

『舟を編む』
- 第38回報知映画賞 作品賞
- 第26回日刊スポーツ映画大賞・石原裕次郎賞 作品賞
- 第9回サンスポなにわ映画大賞第1位
- 2013年度日本映画ペンクラブ賞1位
- 第35回ヨコハマ映画祭 日本映画ベストテン第2位
- 第87回キネマ旬報ベスト・テン
  - 日本映画監督賞
  - 日本映画ベスト・テン第2位
  - 読者選出日本映画ベスト・テン第1位

- 第37回日本アカデミー賞 
  - 最優秀作品賞
  - 最優秀監督賞

- 第68回毎日映画コンクール 
  - 日本映画大賞
  - 監督賞

- 第23回東京スポーツ映画大賞 作品賞
- 第23回日本映画批評家大賞 作品賞
- 芸術選奨新人賞

『ぼくたちの家族』
- 第88回キネマ旬報ベスト・テン 日本映画ベスト・テン5位
- 第36回ヨコハマ映画祭 第6位
- 第6回TAMA映画賞 最優秀作品賞
- 山路ふみ子映画賞 第31回福祉賞
- 第10回おおさかシネマフェスティバル脚本賞

『バンクーバーの朝日』
- 第33回バンクーバー国際映画祭　観客賞

『おかしの家』
- 第2回コンフィデンスアワード・ドラマ賞  脚本賞
- 東京ドラマアウォード 2016　演出賞

『映画 夜空はいつでも最高密度の青色だ』
- 第9回 TAMA映画賞 最優秀作品賞
- 第39回ヨコハマ映画祭
  - 作品賞
  - 脚本賞

- 第91回キネマ旬報ベスト・テン
  - 日本映画ベスト・テン第1位
  - 脚本賞 - 石井裕也

- 第30回日刊スポーツ映画大賞 監督賞 - 石井裕也
- 第72回毎日映画コンクール 脚本賞
- おおさかシネマフェスティバル2018　脚本賞
- 映画芸術 2017年日本映画第1位
- 第27回日本映画批評家大賞　脚本賞
- 第32回高崎映画祭 最優秀監督賞
- 第12回アジア・フィルム・アワード 監督賞

『乱反射』
- 2019年日本民間放送連盟賞　優秀賞
- 第73回文化庁芸術祭　優秀賞

『茜色に焼かれる』
- 第43回ヨコハマ映画祭 日本映画ベストテン 第6位
- 第95回キネマ旬報ベスト・テン
  - 日本映画ベスト・テン 第2位
  - 読者選出日本映画ベスト・テン 第3位

- おおさかシネマフェスティバル2022 日本映画ベストテン 第6位

『月』
- 第48回報知映画賞 作品賞
- 第45回ヨコハマ映画祭 監督賞
- 第35回日刊スポーツ映画大賞 
  - 監督賞
  - 作品賞

- 第78回毎日映画コンクール 監督賞
- 第66回ブルーリボン賞 監督賞
- おおさかシネマフェスティバル2024 監督賞

『愛にイナズマ』
- 第36回日刊スポーツ映画大賞・石原裕次郎賞 監督賞
- 第66回ブルーリボン賞 監督賞
- 第45回ヨコハマ映画祭 監督賞